# نير (موريتانيا)
نير هي جزيرة صغيرة قبالة حوض أركين الوطني في موريتانيا.
الجزر المجاورة لها تتضمن جزيرة أريل إلى الشمال الغربي وجزيرة نيرومي إلى الشرق.